# Mandeliidae
Mandeliidae zijn een familie van weekdieren uit de klasse van de Gastropoda (slakken).

## Geslacht
- Mandelia Valdés & Gosliner, 1999